# Dillingham

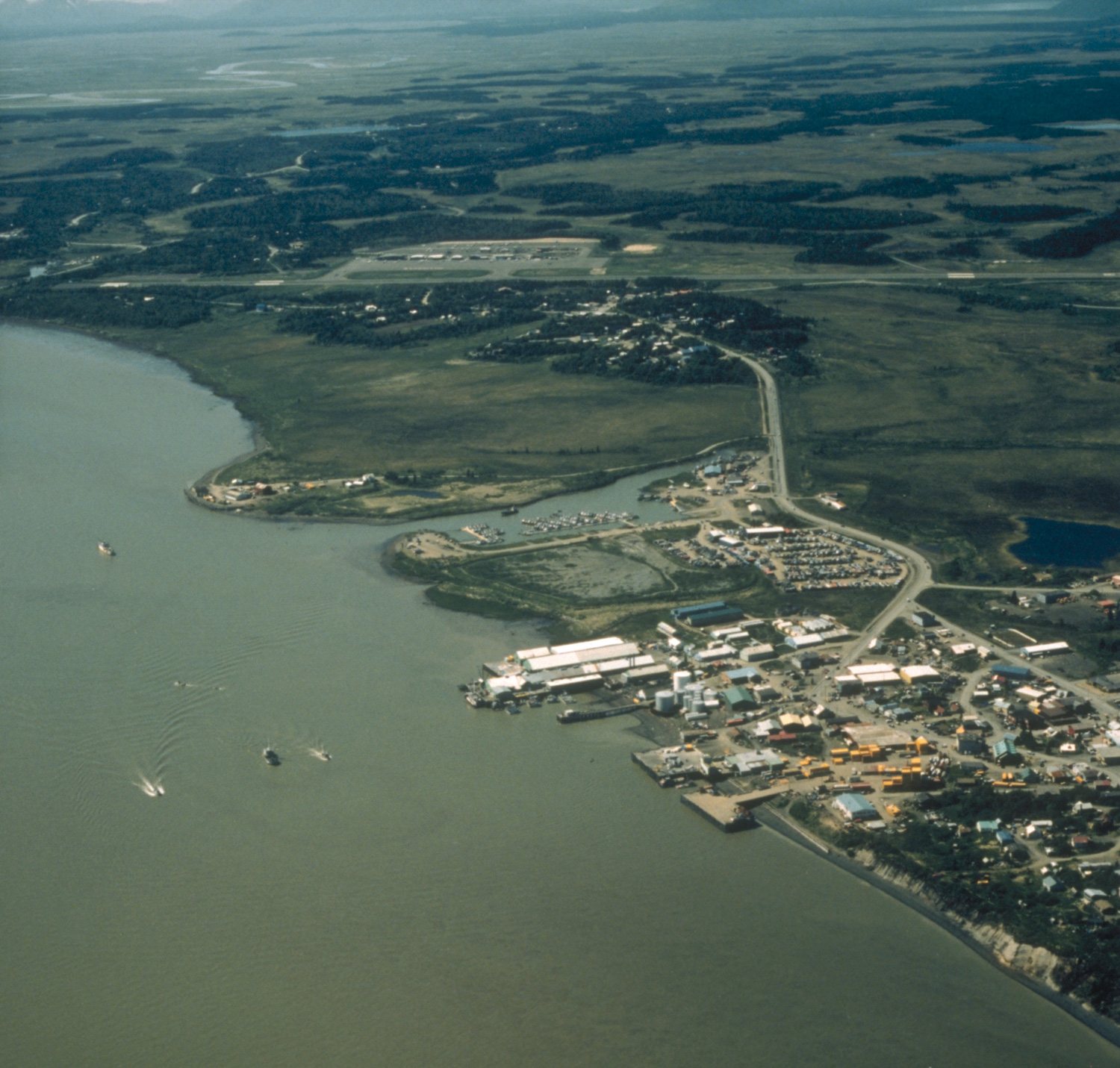

Dillingham é uma cidade localizada no estado americano de Alasca, no Dillingham Census Area.

## Demografia
Segundo o censo americano de 2000, a sua população era de 2466 habitantes.
Em 2006, foi estimada uma população de 2491, um aumento de 25 (1.0%).

## Geografia
De acordo com o United States Census Bureau, a localidade tem uma área de 92,6 km², dos quais 87,1 km² cobertos por terra e 5,5 km² cobertos por água.

## Localidades na vizinhança
O diagrama seguinte representa as localidades num raio de 72 km ao redor de Dillingham.